# 润珹置地中心
润珹置地中心是位于中华人民共和国浙江省杭州市余杭区良渚新城的超高层甲级写字楼，楼高285米，层数58层，目前为杭州市第二高楼，仅次于杭州之门。该楼是位于杭行路1499号的杭州城北万象城商业综合体的组成部分，是杭州城北副中心CBD核心区的地标性建筑，东北部紧邻杭州地铁4号线、10号线交汇的杭行路站。在写字楼高层可望见大运河、半山国家森林公园等地。

## 简介
润珹置地中心由中建三局华东公司承建，于2019年动工建设，期间克服了超高层混凝土泵送、项目基坑深导致出土困难等难题，并使用了数字化监控技术保障施工安全，于2022年夏季结顶，2023年底随着城北万象城一起启用。
润珹置地中心及万象城购物中心由10 Design团队主持设计，设计团队将写字楼的外观描述为“简洁隽永、挺拔向上”，称其形态的设计灵感来源于“层叠而上的山峰”，并藉此“以山峦磅礴的气势象征杭州蓬勃发展的势头和未来的无限机遇”，同时塔楼的设计也与购物中心的设计相呼应。此外，写字楼外的景观环境（商业综合体内）还采用了公园式的自然设计。

## 图片
- 万象城东侧
- 正门
- 仰视大楼